# Prunus cathybrownae
Prunus cathybrownae — вимерлий вид вишні родини Rosaceae. Його було описано за вісьмома викопними квітками, знайденими в Оканаганському нагір'ї штату Вашингтон. Усі квіти не мали пелюсток, що свідчить про те, що вони скинулися під час цвітіння, як це часто буває у сучасних представників Prunus.

## Поширення
Усі скам'янілості Prunus cathybrownae були знайдені в одному місці в еоценовому нагір'ї Оканаган у центральній частині Британської Колумбії та на північному сході центральної частини штату Вашингтон. Обидва описані зразки походять з гірської формації Клондайк в окрузі Нортерн-Феррі, штат Вашингтон, і були знайдені на ділянці "Бут-Гілл" B4131 у місті Репаблік, штат Вашингтон.
Ранні оцінки віку коливалися від міоцену до еоцену. Вік формації Клондайкських гір обговорювався протягом багатьох років, скам'янілості рослин свідчать про пізній олігоцен або ранній міоцен, а перші описи видів з цього району включали їх до формації Латах середнього міоцену. На початку 1960-х років вважалося, що формація Клондайк має вік пізнього олігоцену. Калій-аргонове радіометричне датування зразків, взятих поблизу шахти Том Тамб у 1966 році, призвело до попереднього визначення віку в 55 мільйонів років. Подальше уточнення датування зразків дало приблизно ранньоеоценовий, іпрський вік, радіометрично датований як 49,4 мільйона років. У звіті 2003 року, в якому використовувалося датування уламкових кристалів циркону з туфами гірської формації Клондайк, було встановлено вік 49,42 ± 0,54 мільйона років тому, що є наймолодшим з місць розташування у високогір'ї Оканаган. У звіті 2021 року можливий найдавніший вік було переглянуто приблизно до 51,2 ± 0,1 мільйона років тому на основі ізотопних даних кристалів циркону.

## Опис
Prunus cathybrownae відомий від різного віку квіток до плодів, з вісьмома зрілими квітками та двома додатковими молодими плодами. Усі зразки мають квітконіжки, з довжиною від 3 до 15 мм, хоча повні квітконіжки невідомі. Зразки мають дзвоноподібний гіпантій, що має середній розмір 4–6 мм завширшки та 3–4 мм заввишки. Не було знайдено жодної пелюстки, прикріпленої до скам'янілостей квітки, попри частоті ізольовані скам'янілості пелюсток у тих самих шарах. Бенедикт, ДеВор і Пігг вважали це ознакою того, що квіти, ймовірно, скидають пелюстки після розкриття так само, як це роблять сучасні види Prunus. Андроцей складається приблизно з дванадцяти тичинок, згрупованих у дві мутовки, причому тичинки зовнішньої мутовки мають висоту близько 6 мм і більш прямовисні, ніж внутрішня мутовка. Внутрішні тичинки закручені вниз і сягають лише основи стовпчика. Квіти мають напівнижню зав'язь, частково підняту з навколишньої тканини квітки. На кінчику зав'язі є стовпчик завдовжки від 1 до 4 мм. Пилок було отримано з квітки голотипу після видалення фрагментів внутрішнього та зовнішнього пиляків. Внутрішні пиляки зберегли кульки численних незрілих пилкових зерен. Зовнішній пиляк мав зрілі трикольпорові зерна, виділені шляхом промивання кислотою, а потім важкою рідиною хлориду цинку.

## Палеосередовище
Ділянки Республіка є частиною більшої системи палеонтологічних ділянок, загальновідомої як еоценові Оканаганські високогір'я. Високогір'я, включаючи ранньоеоценові формації між каньйоном Дріфтвуд на півночі та Республікою на півдні, що вирізняється різноманітністю, якістю та унікальним характером палеофлори та палеофауни, що збереглися. Помірний біом високогір'я, що зберігся на великому трансекті озер, зафіксував багато найдавніших проявів сучасних родів, а також задокументував останні залишки давніх ліній. Відзначається, що теплопомірні високогірні флори в поєднанні з озерними басейнами, що зазнають розломів, та активним вулканізмом не мають точних сучасних еквівалентів. Це пов'язано з більш сезонно рівномірними умовами раннього еоцену, що призвело до значно менших сезонних коливань температури. Однак, високогір'я порівнювали з високогірними екологічними островами гір Вірунга в межах Альбертинського рифту.